# Kate Zambreno
Kate Zambreno, född 30 december 1977 i Mount Prospect, Illinois USA , är en amerikansk författare som nu bor i New York och undervisar i skrivande vid Columbia University och Sarah Lawrence College
.